# Liste der Monuments historiques in Moulins (Allier)
Die Liste der Monuments historiques in Moulins (Allier) führt die Monuments historiques in der französischen Stadt Moulins auf.

## Liste der Bauwerke
| Bezeichnung                                           | Beschreibung | Standort                                         | Kennzeichnung | Schutzstatus           | Datum          | Bild           |
| ----------------------------------------------------- | ------------ | ------------------------------------------------ | ------------- | ---------------------- | -------------- | -------------- |
| Ehemalige Markthalle                                  |              | 30, rue François Péron (Lage)                    | PA00093186    | Classé                 | 1939           | weitere Bilder |
| Kathedrale                                            |              | Rue Louis Mantin (Lage)                          | PA00093188    | Classé                 | 1875           | weitere Bilder |
| Café américain                                        |              | 23, cours Anatole-France (Lage)                  | PA00093187    | Inscrit                | 1978           | weitere Bilder |
| Centre national du costume de scène                   |              | Route de Montilly (Lage)                         | PA00093231    | Classé                 | 1984           | weitere Bilder |
| Kapelle Ste-Claire                                    |              | Rue de la Comédie (Lage)                         | PA00093189    | Inscrit                | 1947           | weitere Bilder |
| Château des ducs de Bourbon                           | Schloss      | Rue Louis Mantin (Lage)                          | PA00093190    | Classé                 | 1875           | weitere Bilder |
| Wasserturm                                            |              | 81, rue de Bourgogne (Lage)                      | PA00093191    | Inscrit                | 1932           | weitere Bilder |
| Château de Nomazy                                     | Schloss      | Chemin de Nomazy (Lage)                          | PA00093192    | Inscrit                | 1967           | weitere Bilder |
| Jesuitenkolleg                                        |              | 20, rue de Paris (Lage)                          | PA00093193    | Classé                 | 1943           | weitere Bilder |
| Rechnungshof                                          |              | 9, rue de l’Ancien-Palais (Lage)                 | PA00093194    | Inscrit                | 1986           | weitere Bilder |
| Karmeliterkloster                                     |              | 27, rue Delorme (Lage)                           | PA00093195    | Inscrit                | 1971           | weitere Bilder |
| Kirche Sacré-Cœur                                     |              | Rue Blaise Pascal (Lage)                         | PA00093412    | Inscrit                | 1991           | weitere Bilder |
| Kirche St-Pierre                                      |              | 29, rue Delorme (Lage)                           | PA00093196    | Classé                 | 1986           | weitere Bilder |
| Grand café                                            |              | 49, place d’Allier (Lage)                        | PA00093197    | Inscrit                | 1978           | weitere Bilder |
| Hôtel de Ballore                                      |              | 16, cours Anatole-France (Lage)                  | PA00093198    | Inscrit                | 1988           | weitere Bilder |
| Hôtel Chabot                                          |              | 37, rue de Bourgogne (Lage)                      | PA00093199    | Inscrit                | 1963           | weitere Bilder |
| Hôtel de Chavagnac                                    |              | 32, rue de Paris (Lage)                          | PA00093200    | Inscrit                | 1987           | weitere Bilder |
| Hôtel Demoret und Kapelle Babute                      |              | 71, rue d’Allier (Lage)                                                 | PA00093201    | Inscrit                | 1929           | weitere Bilder |
| Hôtel Dubuisson de Douzon                             |              | 3, rue de Paris (Lage)                           | PA03000007    | Inscrit Classé         | 2000           | weitere Bilder |
| Hôtel de la Feronnays                                 |              | 7, rue de Paris (Lage)                           | PA00093202    | Inscrit Classé Inscrit | 1927 1942 1977 | weitere Bilder |
| Hôtel de Feydeau                                      |              | 61, rue d’Allier (Lage)                          | PA00093203    | Inscrit                | 1929           | weitere Bilder |
| Hôtel de Garidel                                      |              | 7, rue Diderot (Lage)                            | PA00093422    | Inscrit                | 1992           | weitere Bilder |
| Hôtel Héron                                           |              | 44, rue de Paris (Lage)                          | PA00093204    | Inscrit                | 2009           | weitere Bilder |
| Hôtel de Montlaur                                     |              | 33, 35, 37 cours Jean-Jaurès (Lage)              | PA00093382    | Inscrit                | 1989           | weitere Bilder |
| Hôtel de Mora                                         |              | 26, rue Voltaire (Lage)                          | PA00093205    | Inscrit                | 1985           | weitere Bilder |
| Hôtel d'Orvilliers                                    |              | 65, rue d’Allier (Lage)                          | PA00093206    | Inscrit                | 1929           | weitere Bilder |
| Hôtel de Rochefort                                    |              | 12, rue Anatole-France Rue des Potiers (Lage)    | PA00093207    | Inscrit                | 1965           | weitere Bilder |
| Hôtel Vic de Pontgibaud                               |              | 38, rue de Paris (Lage)                          | PA00093208    | Inscrit                | 2008           | weitere Bilder |
| Hôtel de Ville                                        |              | 12, place de l’Hôtel de Ville (Lage)             | PA00093209    | Inscrit                | 1987           | weitere Bilder |
| Gebäude                                               |              | 155, rue de Bourgogne (Lage)                     | PA00093210    | Inscrit                | 1943           | weitere Bilder |
| Gebäude                                               |              | 25, rue de Decize (Lage)                         | PA00093211    | Inscrit Classé         | 1976           | weitere Bilder |
| Lycée Théodore-de-Banville, Chapelle de la Visitation |              | 12, Cours Vincent d’Indy (Lage)                  | PA00093212    | Classé Inscrit Classé  | 1928 1929 1946 | weitere Bilder |
| Haus                                                  |              | 11, rue de l’Ancien-Palais (Lage)                | PA00093214    | Inscrit                | 1927           | weitere Bilder |
| Haus                                                  |              | 38, rue de Bourgogne (Lage)                      | PA00093215    | Inscrit                | 1984           | weitere Bilder |
| Haus                                                  |              | 6, rue Felix-Mathé (Lage)                        | PA00093216    | Inscrit                | 1973           | weitere Bilder |
| Haus                                                  |              | 8, rue Felix-Mathé (Lage)                        | PA00093217    | Inscrit                | 1973           | weitere Bilder |
| Haus                                                  |              | 10, rue Felix-Mathé (Lage)                       | PA00093218    | Inscrit                | 1973           | weitere Bilder |
| Haus                                                  |              | 12, rue Félix-Mathé (Lage)                       | PA00093219    | Inscrit                | 1972           | weitere Bilder |
| Haus                                                  |              | 14/16, rue François-Péron (Lage)                 | PA00093220    | Classé                 | 1975           | weitere Bilder |
| Haus                                                  |              | 2, rue Grenier (Lage)                            | PA00093222    | Inscrit                | 1926           | weitere Bilder |
| Haus                                                  |              | 23, cours Jean-Jaurès (Lage)                     | PA00093223    | Classé Inscrit         | 1969 1970      | weitere Bilder |
| Haus                                                  |              | 28, rue Michel-de-l’Hospital (Lage)              | PA00093224    | Inscrit                | 1984           | weitere Bilder |
| Haus, heute Musée de la Visitation                    |              | Rue des Orfèvres Place de l’Ancien-Palais (Lage) | PA00093225    | Inscrit Classé         | 1929 1947      | weitere Bilder |
| Haus                                                  |              | 16, rue du Pont-Ginguet (Lage)                   | PA00093226    | Inscrit                | 1978           | weitere Bilder |
| Haus                                                  |              | 6, rue du Rivage (Lage)                          | PA00093227    | Classé                 | 1972           | weitere Bilder |
| Maison du Doyenné                                     |              | 24, rue François-Péron (Lage)                    | PA00093221    | Classé                 | 1938           | weitere Bilder |
| Maison de Jeanne d’Arc                                |              | 2, rue de la Flèche (Lage)                       | PA03000024    | Inscrit                | 2004           | weitere Bilder |
| Maison Mantin                                         |              | 1/3, place du Colonel-Laussedat (Lage)           | PA00093213    | Inscrit                | 1986           | weitere Bilder |
| Pavillon d’Anne de Beaujeu                            |              | Place du Colonel-Laussedat (Lage)                | PA00093228    | Classé                 | 1840           | weitere Bilder |
| Pont Régemortes                                       |              | (Lage)                                           | PA00093229    | Inscrit                | 1946           | weitere Bilder |
| Porte de Paris                                        |              | Rue de Paris (Lage)                              | PA00093230    | Inscrit                | 1929           | weitere Bilder |
| Tour Jacquemart                                       |              | Place de l’Hotel-de-Ville (Lage)                 | PA00093232    | Classé                 | 1929           | weitere Bilder |

## Liste der Objekte

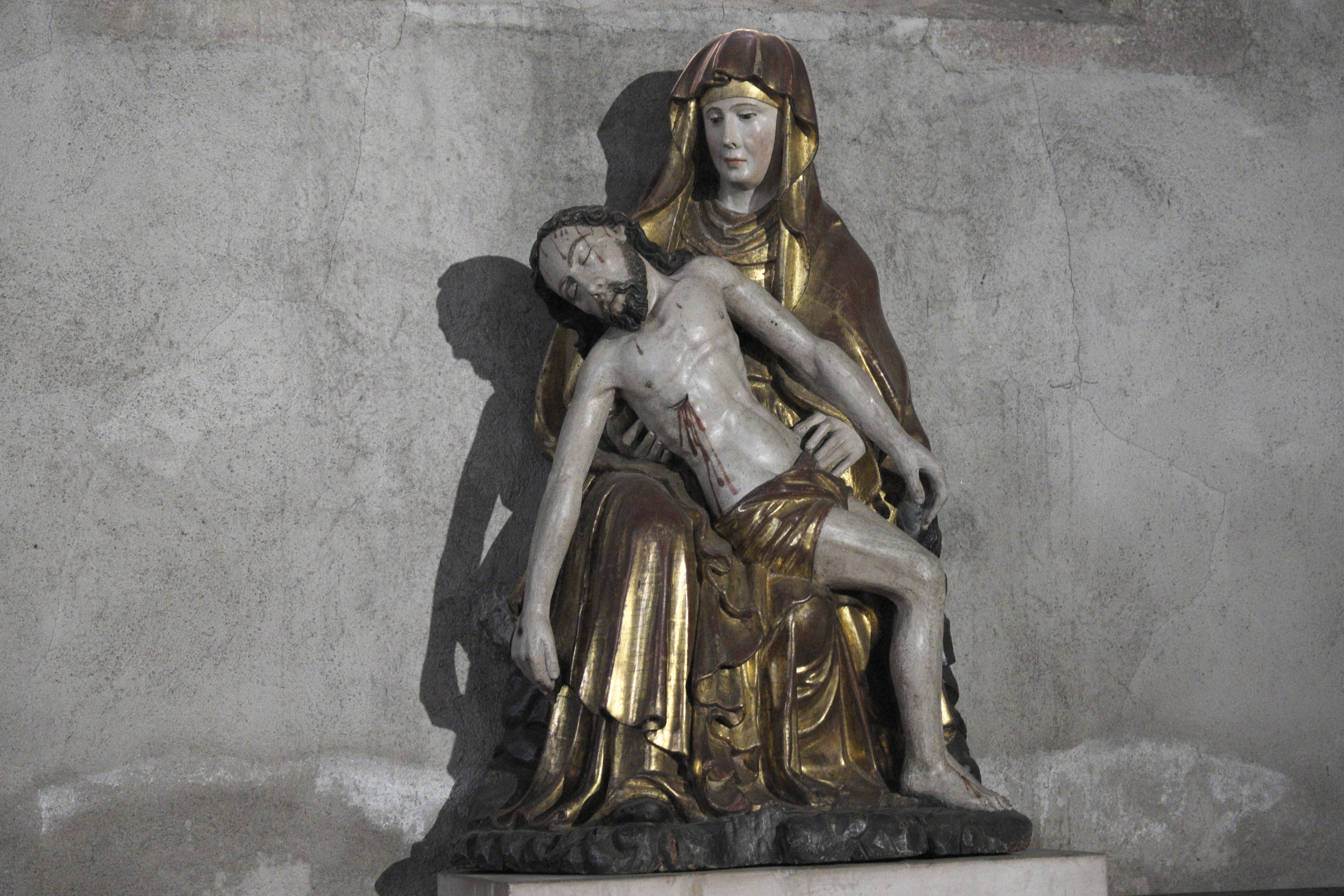
Pietà (16. Jahrhundert) in der Kirche St-Pierre

- Monuments historiques (Objekte) in Moulins (Allier) in der Base Palissy des französischen Kultusministeriums

Siehe auch: Pietà in St-Pierre (Moulins)